# Pentathlon moderno ai Giochi della XX Olimpiade
Le competizioni del pentathlon moderno ai Giochi della XX Olimpiade si sono svolte dal 27 al 31 agosto 1972 in varie sedi a Monaco di Baviera.
Come a Città del Messico 1968 si sono disputate due gare maschili, una individuale e una a squadre.

## Programma
| Data           | Prova       | Note                            | Sede                  |
| -------------- | ----------- | ------------------------------- | --------------------- |
| 27 agosto 1972 | Equitazione | 5000 metri cross-country        | Centro ippico di Riem |
| 28 agosto 1972 | Scherma     | Torneo di spada a girone unico. | Fairgrounds (Hall 1)  |
| 29 agosto 1972 | Tiro        | 20 Colpi a sagome mobili.       | Poligono Schießanlage |
| 30 agosto 1972 | Nuoto       | 300 metri stile libero          | Olympia Schwimmhalle  |
| 31 agosto 1972 | Corsa       | 4000 metri cross country        | Stadio olimpico       |

## Medagliere
| Posizione | Paese            | Oro | Argento | Bronzo | Totale |
| --------- | ---------------- | --- | ------- | ------ | ------ |
| 1         | Unione Sovietica | 1   | 1       | 1      | 3      |
| 2         | Ungheria         | 1   | 1       | 0      | 2      |
| 3         | Finlandia        | 0   | 0       | 1      | 1      |
| Totale    | Totale           | 2   | 2       | 2      | 6      |

## Podi
| Evento                               | Oro                                                           | Perform. | Argento                                           | Perform. | Bronzo                                              | Perform. |
| Gara individuale maschile (dettagli) | András Balczó                                                 | 5412     | Borys Onyščenko                                   | 5335     | Pavel Lednëv                                        | 5328     |
| Gara a squadre maschile (dettagli)   | Unione Sovietica Borys Onyščenko Pavel Lednëv Vladimir Šmelëv | 15968    | Ungheria András Balczó Zsigmond Villányi Pál Bakó | 15348    | Finlandia Risto Hurme Veikko Salminen Martti Ketelä | 14812    |